# Guido Herman
Guido Herman (Brugge, 1954) is een Belgisch ambtenaar. Hij was federale ombudsman van 19 november 2013 tot 7 juli 2020.

## Biografie
Herman behaalde een master economie aan de Vrije Universiteit Brussel waar hij nadien een onderzoeksmandaat uitoefende, heeft gewerkt voor de Europese Gemeenschap en als ziekenhuisdirecteur van AZ Gezondheidszorg Oostkust, een OCMW-ziekenhuis in Blankenberge.
Nadat Herman de positie van Ombudsman voor de Treinreiziger had opgenomen van mei 2003 tot oktober 2013 werd hij in oktober 2013 door de Kamer van volksvertegenwoordigers benoemd als federale Ombudsman. Hij startte een mandaat van zes jaar op 19 november 2013. Zijn Franstalige collega werd Catherine De Bruecker, die daarmee een tweede mandaat startte. Herman werd als federaal ombudsman ook voorzitter van het Belgisch netwerk van ombudsmannen. Zijn mandaat als federale Ombudsman eindigde op 7 juli 2020. 